# Luther (Iowa)
Luther é uma cidade localizada no estado americano de Iowa, no Condado de Boone.

## Demografia
Segundo o censo americano de 2010, a sua população era de 122 habitantes. Em 2006, foi estimada uma população de 133 habitantes.

## Geografia
De acordo com o Departamento do Censo dos Estados Unidos, tem uma área de 1,52 km², dos quais 1,52 km² cobertos por terra e 0,0 km² cobertos por água. Luther localiza-se a aproximadamente 310 m acima do nível do mar.

## Localidades na vizinhança
O diagrama seguinte representa as localidades num raio de 16 km ao redor de Luther.